# Wisconsin (teritoriu SUA)

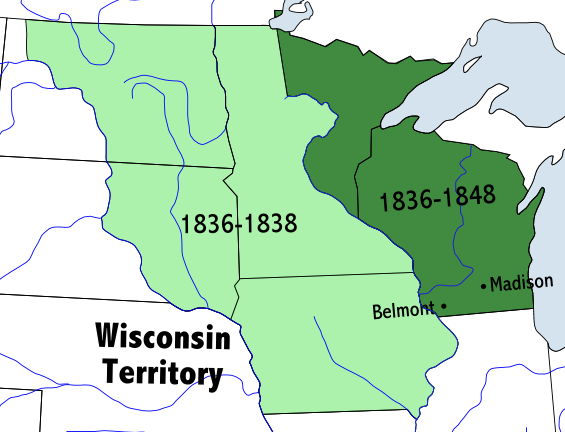
Harta Wisconsin Territory între 1836 - 1848.

Teritoriul Wisconsin, conform originalului Wisconsin Territory, a devenit teritoriu organizat al Statelor Unite ale Americii printr-un act al Congress-ului în ziua de 20 aprilie 1836, care a intrat  în efect în ziua de 3 iulie a aceluiași an.  Orașul Belmont a fost inițial ales a fi capitala teritoriului, dar în octombrie 1836 capitala a fost mutată în orașul Madison, care a rămas capitală până astăzi. 
Teritoriul, mai exact o anumită parte a acestuia, partea de central-estică, a devenit statul Wisconsin, cel de-al 30-lea stat al Uniunii, la 29 mai 1848. 

## Suprafața teritoriului
Wisconsin Territory includea teritoriile complete ale statelor de astăzi Wisconsin, Minnesota, Iowa, respectiv părțile estice ale celor două state Dakota, sau The Dakotas, până la Missouri River.  O mare parte a acestui Wisconsin Territory fusese originar parte a Northwest Territory, care a fost cedat de Marea Britanie conform Tratatul de la Paris din 1783, care pusese capăt Războiului revoluționar american.  Porțiunea teritoriului pe care se găsesc astăzi Iowa, respectiv Dakota de Nord și Dakota de Sud, fuseseră parte a actului de cumpărare cunoscut ca Louisiana Purchase (1803) fiind separat din Missouri Territory în 1821 și atașat la suprafața Teritoriului Michigan în 1834. 

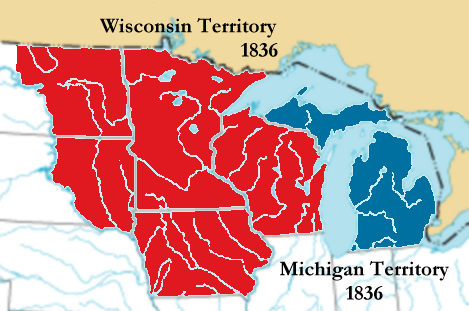
O altă hartă, prezentând reducerea considerabilă a suprafeţei Michigan Territory în momentul pregătirii creării statului Michigan 1836, respectiv a creării Wisconsin Territory din întreaga parte vestică a acestuia. La 26 ianuarie 1837, Michigan a devenit cel de-al 27-lea stat al Uniunii. Cu aceeași ocazie, Upper Peninsula a intrat în componența statului Michigan.

Suprafața delimitată de Wisconsin Territory a fost o parte din Northwest Territory care includea Indiana Territory, atunci când teritoriul a fost format în 1800, ca pregătire a admisiei entității pre-statale organizate Ohio ca stat al Statelor Unite.  In 1809, împreună cu Illinois Territory, care fusese anterior desprins din Indiana Territory, viitorul Teritoriu Wisconsin era încă parte a Northwest Territory.  În 1818, când entitatea pre-statală Illinois se pregătea pentru aderarea la Uniune, întreaga zonă s-a alăturat Michigan Territory.  Ulterior, în 1836, Wisconsin Territory a fost de fapt creat prin separarea sa din Michigan Territory, întrucât, la rândul său, entitatea pre-statală Michigan se pregătea pentru aderarea la Uniune.  Similar, în 1838, a fost format Iowa Territory, reducându-se astfel suprafața Teritoriului Wisconsin la aproape suprafața de astăzi a statului Wisconsin.  După 29 mai 1838, data aderării la Uniune a statului Wisconsin, porțiunea "reziduală" a teritoriului care nu a fost inclusă în suprafața statului a fost oficial dezmembrată, simultan tot cu ceea ce rămăsese din entitatea Teritoriului Wisconsin, fiind înglobată (sau încorporată) în Minnesota Territory în 1849.

## Istorie
Președintele Andrew Jackson a numit ca întâiul guvernator al teritoriului pe Henry Dodge, iar pe John S. Horner secretar al teritoriului.  Prima adunare legislativă a noului teritoriu a fost convocată de către guvernatorul Henry Dodge în prima capitală a teritoriului, orașul Belmont, din actualul Lafayette County, în ziua de 25 octombrie 1836. 
Deși aparent a existat o coerență a întregului proces, în realitate au existat destule iregularități în axa timpului și, respectiv, în formarea, reformarea, extinderea sau micșorarea teritoriului.  După ce Congress-ul SUA a refuzat petiția statului Michigan de acordare a statului de stat al Statelor Unite ale Americii, în ciuda îndeplinirii de către Michigan a tuturor condițiilor stipulate în actul numit Northwest Ordinance, populația teritoriului Michigan a aprobat constituția sa în octombrie 1835 putând aplica auto-guvernarea entității pre-statale.  De abia în ziua de 3 iulie 1836, când intrarea statului Michigan în Uniune era iminentă, ceea ce urma să se întâmple la 26 ianuarie 1837, Congresul a pus în efect actul normativ de organizare a Teritoriului Wisconsin separat de entitatea pre-statală Michigan. 

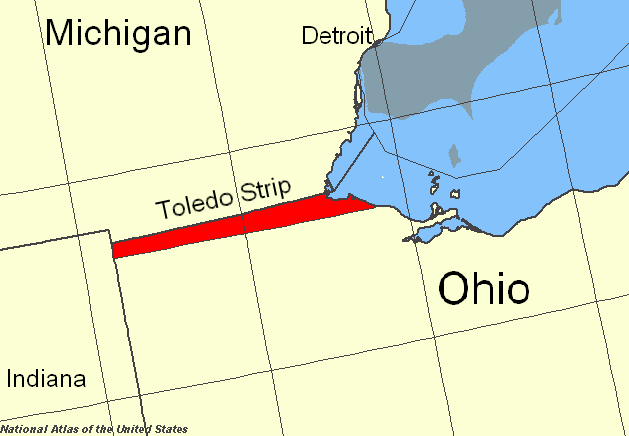
Zona cunoscută sub numele de Toledo Stip, care a creat controverse (legate de dreptul de proprietate al acesteia) între statele Ohio și viitorul stat Michigan.

În speranța creării unei anumite continuități în guvernare în timpul acelei perioade de interimat, guvernatorul de facto (în original, acting governor), Stevens T. Mason, a chemat populația pentru ziua de în ziua de 25 august 1835, printr-o proclamație, care fusese publicată anterior demiterii sale.  În acea zi, oamenii ar fi urmat să aleagă un consiliu de conducere "vestic", care a devenit cunoscut sub numele de [the] Rump Council.  Acest consiliu ar fi urmat să se întrunească în prima zi a anului 1836, 1 ianuarie, în Green Bay, Wisconsin. 
Oricum, datorită controversei dintre statele Ohio și Michigan asupra zonei cunoscută sub numele de Toledo Strip, care a condus la luări de poziții dure de ambele părți, generând ceea ce urma a fi cunoscut ca Toledo War, președintele Andrew Jackson a decis demiterea guvernatorului interimar al Michigan Territory, Stevens T. Mason, începând cu 15 august 1835 și înlocuirea sa cu John S. Horner, fostul secretar al teritoriului.  Horner, aidoma lui Mason, a avut propria sa proclamație pe data de 9 noiembrie, același an, chemând întrunirea consiliului teritorial cu o lună mai devreme, pe data de 1 decembrie 1835, dând astfel delegaților foarte puțin timp să se acomodeze cu noua situație și să călătorească pentru  întâlnire.  Din cauza confuziei și neplăcerilor create, delegații au ignorat aproape în totalitate data de 1 decembrie.  Chiar Horner însuși a ignorat-o.  Totuși, delegații din acel Rump Council s-au pe data de 1 ianuarie 1836, așa cum fusese stabilit anterior, încă o dată în absența lui Horner, care fusese bolnav de data aceasta, convenind asupra unei concesii în cazul zonei Toledo Strip. În final controversata fâșie a revenit statului Ohio, iar statul Michigan a fost "recompensat" de către Congress-ul Statelor Unite cu Upper Peninsula.

## Guvernatori ai Wisconsin Territory
- Henry Dodge (1836 - 1841)
- James Duane Doty (1841 - 1844)
- Nathaniel P. Tallmadge (1844 - 1845)
- Henry Dodge (1845 - 1848)

## Secretari ai Wisconsin Territory
- John S. Horner (1836 - 1837)
- William B. Slaughter (1837 - 1841)
- Francis J. Dunn (1841)
- A. P. Field (1841 - 1843)
- George Rogers Clark Floyd (1843 - 1846)
- John Catlin {1846 - 1848)

## Delegați ai Congress-ului
See also Wisconsin Territory's At-large congressional district
- George Wallace Jones (1836 - 1838) -- al 24-lea Congress și 25-lea
- James Duane Doty {1839 - 1841) -- al 25-lea Congress și al 26-lea Congress
- Henry Dodge (1841 - 1845) -- al 27-lea Congress și al 28-lea Congress
- Morgan Lewis Martin (1845 - 1847 -- al 29-lea Congres
- John Hubbard Tweedy (1847 - 1848) -- al 30-lea Congres
- Henry Hastings Sibley {1848 - 1849 -- al 30-lea Congress